# Долгопятовые
Долгопятовые (лат. Tarsiidae) — семейство приматов, обитающих в Юго-Восточной Азии. До недавнего времени в составе семейства выделяли лишь один род (Tarsius), однако в 2010 году семейство тарзииды на основании различий в зубном ряду, размере глаз, длине передних и задних конечностей, пучках хвоста, сидячих подушечках хвоста, количестве молочных желез, количестве хромосом, социоэкологии, вокализации и распределении было разделено на три отдельных рода.

## Классификация
- Семейство Долгопятовые
  - Род Carlito
    - Филиппинский долгопят (Carlito syrichta)

  - Род Cephalopachus
    - Западный долгопят (Cephalopachus bancanus)

  - Род Tarsius
    - Долгопят диана (Tarsius dentatus)
    - Tarsius lariang
    - Tarsius pelengensis
    - Карликовый долгопят (Tarsius pumilus)
    - Tarsius sangirensis
    - Tarsius tarsier
    - Tarsius tumpara
    - Tarsius wallacei
    - Tarsius fuscus
    - Tarsius spectrumgurskyae
    - Tarsius supriatnai

  - Род †Afrotarsius (иногда род выделяют в отдельное семейство Afrotarsiidae в составе либо долгопятообразных, либо обезьянообразных).
  - Род †Xanthorhysis